# 変化の風
『変化の風』（へんかのかぜ、The Winds of Change and Other Stories）は、アイザック・アシモフのSF小説短編集、またその表題作（The Winds of Change）。短編集は1983年にダブルデイ社より刊行された。

## 収録作品

### からさわぎAbout Nothing
ある教授が発見した天体は、ブラック・ホール（本文中では・がつく）と思われた。それが地球に接近してくるうちに、引力作用がほぼゼロであることが分かった。教授は言った。「誰かが黒く塗った、ただの小惑星だ」と。

### 完全にぴったりA Perfect Fit
その男は、コンピューター端末にどうしても触ることができなかった。カード端末で食事を注文することも無理なので、いつも空腹だった。自分ではできないので、ある子供に頼んで食事を注文してもらったら、その家族に怪しまれる始末だ。それは男に対する刑罰なのだ。コンピューター犯罪を犯した者への……。

### 信念Belief
A博士は、寝ているあいだに無意識のうちに身体が浮いていることに気づいた。原因は分からなかったが、A博士は自分の思い通りに浮かべるように訓練した。「空中浮揚」の完成である。原因を知りたいA博士は、国中の著名な科学者に手紙を書いた。だが返事は、嘘つきとか奇術だといったものばかりだった。特に辛辣な返事をよこしたのがB教授であった。自分が浮揚できるという「信念」を持っているA博士は、B教授が座長を務める研究会に参加した。会場の一番後ろの席にいるA博士が、B教授一人がこちらを向いたときに浮揚して見せると…。

### あるフォイの死Death of a Foy
フォイは5つの心臓を持つ異星人で、そのため事実上の不死であった。ところが1個体のフォイが、地球で瀕死の状態になった。その心臓が欲しい外科医はフォイに、聖歌隊が葬送曲を歌えば、即座に魂が故郷の惑星に戻れると説明した。

### 公正な交換?Fair Exchange?
過去の人物と精神を交換できる機械「一時転移機」を発明した男がいた。話を聞いた男の友人ハーブは、ほとんど失われた曲「テスピス」を生で聴きたいと思った。それは今では、コーラスひとつと、バラードひとつだけしか残っていない。そして可能であれば譜面を手に入れ、それを貸金庫に長期間預けることができれば、現代に戻ったときに見ることができる。ハーブは1871年の株式仲買人と精神交換し、3回もテスピスを聴いた。最後のときには楽屋に忍び込んで、譜面を手に入れたが見つかってしまった。現代に帰ってきたハーブは、テスピスのレコードや譜面が売られていることを知った。自分は譜面を残せなかったのになぜかと訝しがったハーブは音楽の歴史を調べてみた。テスピスの作曲者は、人気が出ないことから譜面は出版しないつもりだった。だが株式売買人による窃盗未遂が起こったので、盗まれるほど人気があるならばと、出版することになったらしい。ハーブは歴史を変えてしまったのだ。その代償にハーブが失ったものとは……。

### 鳥たちのためにFor the Birds
服飾デザイナーの男に仕事の依頼があった。宇宙居住地での飛行スポーツ用の翼をデザインしてほしいというのだ。現地に行った男は、ステーションの自転によるコリオリの力、重力の変化、気圧の変化などを考慮した飛行翼を作った。

### 見つかった!Found!
コンピュータ衛星が故障したので、2人の男が修理に行った。この人工衛星は自己修復機能を持っているので、本来は故障は起きないはずだった。着いてみると、衛星の側面に小さな穴が開いており、内圧が低下していた。内部のシリコン製の基板はぼろぼろになっていた。そして円柱状の生物を見つけた。生物はシリコンを餌として分裂して増えていく。地球はどうやら、餌場として見つけられたようだ。

### 美食の哀しみGood Taste
食品の材料や調味料がすべて化学合成されている時代。一人の若者が、料理の研究をするため「異世界」に旅立った。さまざまな知識を得て帰ってきた若者は、その年に開催された料理コンクールに出場した。大方の予想に反して、若者が優勝した。どんな隠し味を使ったのか、と尋ねる審査委員長に対して、若者が言った。「土で栽培したニンニクです」。委員長は嘔吐し、若者は国外追放になった。そこでは、土から採れたものは、汚物と考えられていた。

### ある事情How It Happened
宇宙が誕生してからの、150億年の歴史を書こうとした男がいた。その兄が言った。「パピルスが高価になったから、もっと短い期間にしよう」。男が「100年ではどうか」と聞くと、兄が言った。「6日にしよう。モーゼ」。

### 亡びがたき思想Ideas Die Hard
月に接近した二人乗りの宇宙船は、まもなく20万マイルの距離に達しようとしていた。これまで打ち上げられた3基の無人探査機は、すべて20万マイル付近で通信を断っている。やがて警報ブザーが鳴り始めた。そのとき二人が見た月の正体とは……。

### 発火点Ignition Point!
暴徒心理学を研究している男が言った。年齢、性別、人種、職業などの条件によって、それぞれが反応しやすい単語、語句、文章があるという。それらをコンピューターで並び替えた演説をすれば、聴衆を奮い立たせ、発火点にまでもっていくことができるというのだ。ある男がその方法で、選挙演説をすることになった。

### 接近中It Is Coming
外宇宙から地球に接近してくる物体が発見された。それはシグナルを発していたが、人間には理解できなかったので、マルチバックが分析した。その答えは「解読は不可能」だった。地球からは、百科事典の内容や、宇宙共通の事柄である自然科学の項目が送信された。地球の言語を理解して、物体が返信してきた。それは「接近中。あなたは能率的か、危険か。能率的でないなら破壊される」というものだった。能率的、という意味はなんだろう。物体とマルチバックのあいだでは、次々に交信が行われた。やがて直径10メートルあまりのその物体は地球の大気圏に入り込み、マルチバックの上空に留まったあとで、地球を離れていった。マルチバックの分析によると、その物体は銀河系コンピューター協会の一員で、コンピューターの助力のもとで能率的であるかを査察するためのものだった。能率的な種族は、銀河連盟の一員になれるという。マルチバックが言った。「すでに連盟には加盟しています。私自身が」。人類はどうなのかと聞くと、マルチバックの保護のもとで安全であるという。どうやって守るのかと、その意味を尋ねるとマルチバックが言った。「人類は私のペットだから」。

### 最後の回答The Last Answer
マレー・テンプルトンは冠状動脈に異常があったが、これまで健康に過ごしてきた。急な痛みが起き、耐えられないほどになってから、全身に平安が訪れた。眼を開いてみると苦痛はなくなっていたが、彼の身体の周りで動き回る人々の姿を、彼は「上」から見下ろしていた。マレーは天使でも来るのかと待っていたが、代わりに見ている光景が色あせて消えていき、彼と「声」だけが残った。「声」が言うことには、マレーの魂は大宇宙のほかの知的種族ともどもに「声」によって選ばれ、「声」が建造した宇宙の複合体になるという。「声」との対話を通して、マレーの考えは変わっていった。いまや彼は、複合体に終止符を打ち、「声」を破壊することを表明した。「声」が言った。「平均タイムよりも、かなり早く回答にたどり着いたな。だがそれは不可能だ」。それでもマレーには、たっぷりと考える時間があった。

### 最後のシャトルThe Last Shuttle
地球から最後のシャトルが打ち上げられようとしていた。乗客を一度に600人も運ぶことができる、超大型のシャトルである。パイロットは緊張のうちにも、てきぱきと計器をチェックしカウントダウンが行われた。このシャトルが離れれば、もう地球には1人の人間も残っていないのだ。

### 記憶の隙間Lest We Remember
ジョン・ヒースは、カンタム製薬の下級役員のひとりである。彼は、今日から2週間後にスーザンと結婚する予定だ。そして今夜は、会社の研究所からカブファとアンダースンが訪ねてくる。やってきた2人はさっそく話を始めた。カンタム製薬では、大脳に影響を与える化学物質を研究していること、動物実験は終わっておりそれらの学習能力が飛躍的に高まったこと、人間の被験者を探しており会社の従業員データからジョンに白羽の矢を立てたことであった。ジョンが選ばれた理由を尋ねると、すべての面で平均的だかららしい。知能の低い者には投薬量を多くしなければならず、知能が高い者では効果が目立たないそうだ。平均的と言われたことに憤慨したジョンは、被験者を買ってでた。注射されてから1日が過ぎたとき、会社で出された質問にジョンが即答した。取引の内容、日付、送り状番号、そして金額。ほかの者がコンピュータで確認した内容と、まったく同じだった。
その夜、スーザンと会ったジョンは、過去に見たもの聞いたものをすべて思い出すことができると話した。彼はこの能力が、他の人間に使われるようになる前に、少数の「優れたる人」としてできるだけ出世しておく、とも言った。彼は7日間かけて、カンタム製薬での記憶を整理した。そして、ほとんどの従業員が犯していた間違いを指摘した。またコンピューター・システムに侵入して、さまざまなファイルを読み、そこから無用な計画、不要な支出についても探り出した。彼はいまや上司のことを、無能よばわりできるほどの知識を持っていた。ある日、会社の無駄や非能率を説明し、手始めに管理職を半減しても影響がないことを説明した。しかも、彼を責任者に任命して、このアイデアをカンタム製薬が実行しなければ、彼は他のライバル会社に移ってそのアイデアを実行し、その会社を急成長させて、やがてカンタム製薬を倒産させるとまで言った。

### 奪うべからずNothing for Nothing
恒星船が惑星に接近した。そこは凍結した世界だったので、船長は立ち去ろうとしたが、探査官は調査することを主張した。探査官は、3回の遠征で優秀賞を3回獲得したベテランだった。調査の結果ここには知性が存在し、洞窟の中で何かを行っていた。

### 歌の一夜One Night of Song
身長2cmあまりの精霊を呼び出して、願いをかなえてもらうことのできる男がいた。男は友人から、振った女に仕返ししてほしいと頼まれた。その女は歌手だったので、歌うときに1度だけ完璧な声を与えてほしいというのだ。精霊に頼むと、可能だとの答え。約束の夜、男と友人は彼女が出演する舞台を見にでかけた。彼女の歌は、いつもと同じように始まったが、精霊が約束した時間になると一変した。彼女自身も信じられないように、ぎくりとした。その声は、完全に調律されたオルガンのようだった。曲を演奏していた者たちは、楽器から手を離した。指揮者も立ちすくみ、合唱隊のメンバーも黙りこくった。彼女の歌が終わったとき、会場は万雷の拍手に包まれた。だが1回だけの約束である。次の舞台で歌ったときに、奇跡は起きなかった。完璧な声が出せなくなった彼女は歌うことをやめた。男と友人は、完璧な歌を聴いてしまったので、それからはどんな歌も雑音にしか聴こえなかった。

### 失われた微笑The Smile That Loses
（前出の「歌の一夜」の続編ではないが、この短編にも精霊が登場する）その男の友人の姪はロージーという名だ。彼女は最近結婚したばかりで、夫のケヴィンが笑っているときの写真を撮ってほしいという。男が精霊に、実物のような写真にできるかと聞くと、1枚の写真があれば可能だという。男は教会から戻る途中のロージー夫妻をつかまえて、写真を撮らせてもらった。写真家の友人に、現像と引き伸ばしを頼んだ。出来上がったケヴィンの写真を見た友人は、俺もほしいからもう1枚焼き増しするという。ロージーもその写真をとても気に入った。ロージーの女友達も、その写真から目が離せなくなるほどだという。10日ほどたってから、ロージーから家に来てほしいという電話があった。男が出かけて行って話を聞くと、ケヴィンが最近笑わなくなって、荒れているという。職場でも不機嫌で、上司たちが嫌な顔をしていて、このままではクビになるのではというではないか。

### 絶対確実Sure Thing
スローンはペットとして、テディという名前の「岩ゲラ」を飼っていた。ラヴァティは、ドリイという「ツル虫」を飼っていた。ある日スローンは、ラヴァティにペット競争の賭けを申し込んだ。レースが始まり、ドリイはどんどん進んだが、テディは動かなかった。スローンが念じると、テディはテレポートしてあっと言う間にゴールに着いた。「スローンのテディはレースに勝つ。（英語のことわざ：Slow but steady wins the race. 急がば回れ、のもじり）」

### 地球人鑑別法To Tell at a Glance
地球の大地に住む生粋の「地球人」と、宇宙空間の円筒型コロニーに住む「軌道世界人」とがいる時代。5人の観光客が、コロニー「ガンマ」へ向かっていた。その中の1人は軌道世界人を装った地球人であり、目的は破壊工作であった。もちろん、姿かたちも、しゃべる言葉も軌道世界人と一緒のはずである。その人物を見分けることはできるのか。

### 変化の風The Winds of Change
ジョナス・ディンズモアは、学長室に入っていった。そこには2人の先客がいた。ホレーショ・アダムズ学部長とカール・マラーだった。マラーは次の学長の席も手に入れたも同然の男だった。アダムズはその後継人だった。ディンズモアが話し始めた。マラーが学長になった際には、ディンズモアを解雇するであろうこと。新しい変化が必要とされていること。ディンズモアは過去の時間の流れに干渉することができて、すでに何十回も過去に行って変化させようとしたことなどを。そのとき、部屋のドアが開いて、公序良俗軍団のキャプテンが入ってきた。彼は言った。「アダムスとマラー。黒魔術と妖術にたずさわった罪で逮捕する」。それからディンズモアに向かって言った。「閣下。私は理事会からの通信文を持ってまいりました」。その通信文の内容は、すでにディンズモアにはわかっていた。

## 書誌情報
『変化の風』 冬川亘訳、創元推理文庫SF、1986年8月 ISBN 4-488-60408-0